# 任不寐
任不寐（1967年6月8日—），原名胡春林。2004年受洗成為基督徒，半個月後移民到加拿大。2014年被北美路德教會（LCMS）按立為牧師，成為加拿大蒙特利爾華人基督教會（路德宗）的牧師。2015年與利未牧師（負責教授希伯來文與希臘文）共同創立中國教牧特別課程（CSMP），並負責教授聖經課程。2019年開始倡導基督教改革（重建基督教）。

## 生平
1967年6月8日出生于黑龍江省。1986年考入中國人民大學法學院。任不寐是1989年天安門事件的學生領袖之一，並因深度參與學生運動被開除學籍，被取消城市戶口遣回原籍。1990年代以後，海南島成為沿海經濟特區，任不寐前往海南島謀生，後來去廣西省經商，最後回到北京搞文化出版。
任不寐自1999年起發起“新語文運動”，積極組織一批學者、作家和教師編輯了一套叢書《新語文讀本》，從小學一年級一直到大學四年級（大學卷被命名為《大學精神檔案》），這套28本的“民間國語教材”在中國產生了很大影響，任不寐擔任該套叢書的總策畫、主編。任不寐希望通過這套叢書推動一場類似於“新文化運動”的思想變革，用“理性和信仰”超越五四運動的“科學和民主”。
任不寐提倡網絡自由主義和神學自由主義，2000年在北京創建網站“不寐之夜”，一度被譽為“中國第一文化網站”，被中國當局封殺53次，在中國文化網站中絕無僅有。最早使用“愛國賊”的是任不寐，他也是網絡公民權利宣言的發起人，第一個公開要求國家領導人為法輪功平反的學者。儘管任不寐享有學者的盛名，卻不能在中國出版一本專著。2002年任不寐被警方驅逐出京後，到廣西省參與了當地教會關注棄嬰命運和救助失學兒童的活動，但是從不參與任何政治活動。
2004年7月底受洗成為基督徒，2004年8月中旬移民加拿大並進入路德神學院，成為“全职傳道人”，並主持一間教會的主日崇拜。所創建的「不寐之夜」網站在2000-2004年間，被称為“中国第一文化網站”；2008年之後，不寐之夜成為有世界性影響的“福音博客”和“空中神學院”。
2004年10月1日，任不寐任“议报论坛”的编辑，等候杨建利。
2008年12月8日， 任不寐参加“一代人见证大会”，任第六组的副组长。会后，远志明主導的，包括他與余杰、王怡、刘同苏、洪予健、张伯笠、张路加、张志刚、祝建、周小安、范学德、李亚丁、赵莉、赵晓、金明日、崔权、黄磊、杨万里和冯秉诚共19人发表《旧金山共识》，被一些基督徒认为是和掌权者中國共產黨政治合作来“和谐”（控制）基督教会（即“基督教和谐控制计划”）。

2017年之后，在推特与油管开辟圣经系列课程，持续推动基督教的重建；为圣经提供了全新的理解方式。

## 著作
- 專著有《災變論——中国人的流離飄蕩與救贖》、《路加福音釋義》、《加拉太書釋義》、《腓利門書釋義》、《啟示錄釋義》、《約翰福音概論》、《創世紀選讀》、《马可福音釋義》、《雅歌釋義》、《出埃及记釋義》、《马太福音釋義》等；
- 編著有《新語文讀本》、《大學精神檔案》等。